# Expedition 30
Expedition 30 è stata la 30ª missione di lunga durata verso la Stazione spaziale internazionale (ISS).
L'arrivo dei primi tre membri dell'equipaggio, Dan Burbank, Anton Škaplerov e Anatolij Ivanišin, è avvenuto il 16 novembre 2011 grazie al lancio della Sojuz TMA-22. Gli astronauti hanno così preso parte all'ultima fase della Expedition 29. Expedition 30 è formalmente iniziata il 21 novembre 2011, con la partenza dalla Stazione Spaziale Internazionale della navicella Soyuz TMA-02M.
La missione è terminata il 27 aprile 2012 quando Burbank, Škaplerov e Ivanišin hanno lasciato la ISS a bordo della Sojuz TMA-22.
| Ruolo               | Novembre – Dicembre 2011                | Dicembre 2011 – Aprile 2012             |
| ------------------- | --------------------------------------- | --------------------------------------- |
| Comandante          | Daniel Burbank, NASA Terzo volo         | Daniel Burbank, NASA Terzo volo         |
| Ingegnere di volo 1 | Anton Škaplerov, Roscosmos Primo volo   | Anton Škaplerov, Roscosmos Primo volo   |
| Ingegnere di volo 2 | Anatolij Ivanišin, Roscosmos Primo volo | Anatolij Ivanišin, Roscosmos Primo volo |
| Ingegnere di volo 3 |                                         | Oleg Kononenko, Roscosmos Secondo volo  |
| Ingegnere di volo 4 |                                         | André Kuipers, ESA Secondo volo         |
| Ingegnere di volo 5 |                                         | Don Pettit, NASA Terzo volo             |

FonteNASA